# Pierre Arpaillange
Pierre Arpaillange (* 13. März 1924 in Carlux oder Simeyrols, beides Département Dordogne; † 11. Januar 2017 in Cannes) war ein französischer Jurist, Politiker und Autor.

## Leben
Arpaillange studierte Rechtswissenschaften. Er war als Nachfolger von Albin Chalandon vom 13. Mai 1988 bis 2. Oktober 1990 Justizminister der Regierung Michel Rocard unter Staatspräsident François Mitterrand. Ihm folgte im Amt als Justizminister Henri Nallet. Von Oktober 1990 bis März 1993 war er Erster Präsident des französischen Rechnungshofes.

## Werke (Auswahl)
- La simple justice (Julliard, 1980)

## Preise und Auszeichnungen (Auswahl)
- Großoffizier der Ehrenlegion, 1991
- Ordre des Palmes Académiques